# Rood herderstasje
Het rood herderstasje	(Capsella rubella, synoniem: Capsella bursa-pastoris subsp. rubella) is een eenjarige plant uit de kruisbloemenfamilie (Brassicaceae). 
De soort komt van nature voor in Zuid-Europa en komt nu ook voor in Nederland en België. Het lijkt erg op het herderstasje, maar het rood herderstasje is diploïd, terwijl het herderstasje tetraploid is. Er zijn echter auteurs die Capsella rubella rekenen tot Capsella bursa-pastoris. Het aantal chromosomen is 2n = 16.
Het rood herderstasje wordt gebruikt als een modelorganisme om de evolutie te bestuderen van zelfincompatibiliteit naar zelfcompatibiliteit in plantenreproductie. De soort komt vooral voor in het Middellandse Zeegebied. Scheiding van deze soort van zijn naaste voorouder zou ongeveer 30.000 tot 50.000 jaar geleden hebben plaatsgevonden.
De plant wordt 5-40 cm hoog, vormt een bladrozet en heeft een rechtopstaande stengel. De bladeren kunnen gaafrandig of veerdelig zijn.
Het rood herderstasje bloeit vanaf april tot in juni met lichtrode bloemen. De bloeiwijze is een tros. De 1,5-2 mm lange kroonbladen zijn even lang of iets langer dan de kale kelkbladen.
De vrucht is een omgekeerd driehoekig, 4-6 mm groot hauwtje met naar binnen gebogen randen. 

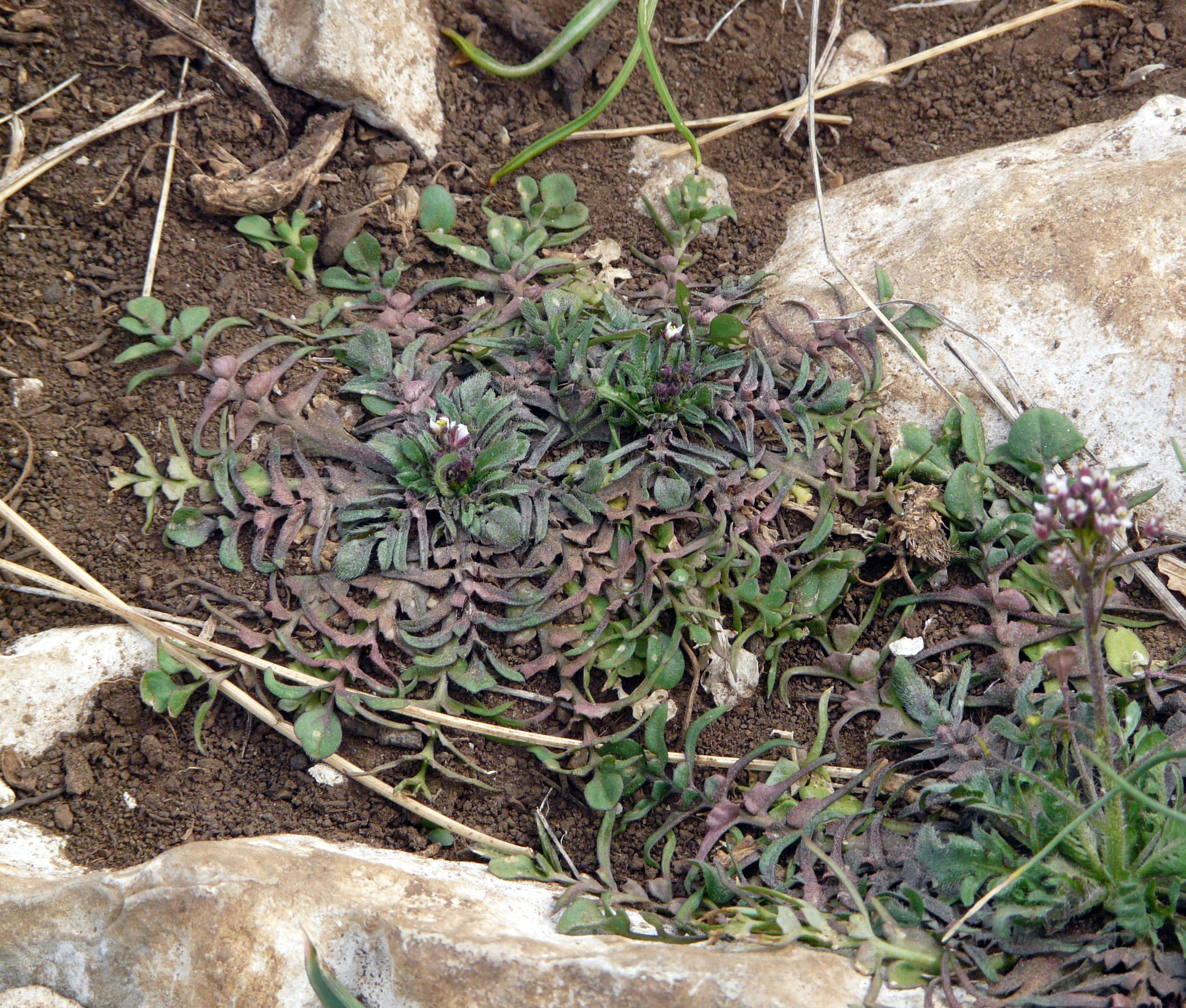
Bladrozetten
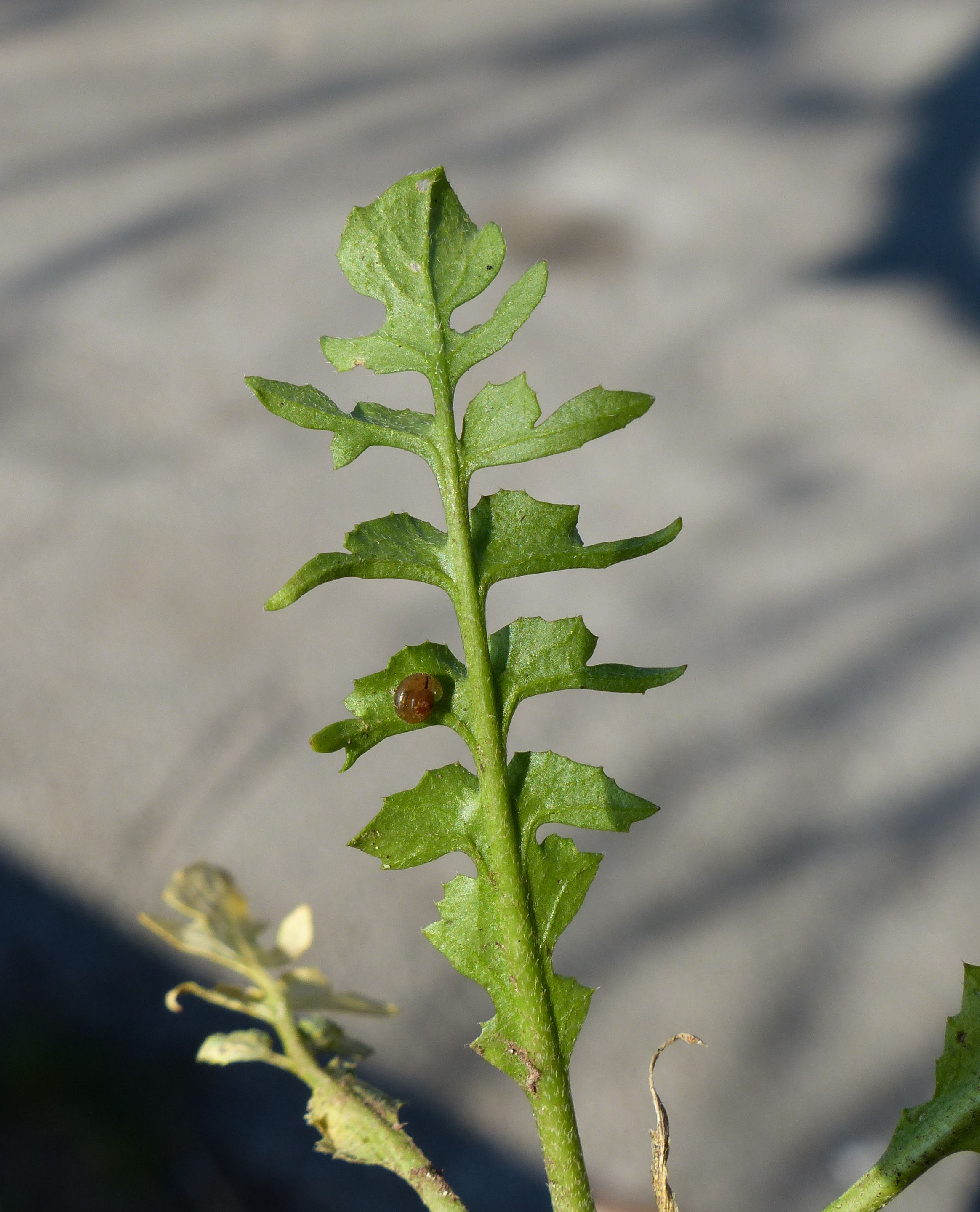
Blad van bladrozet
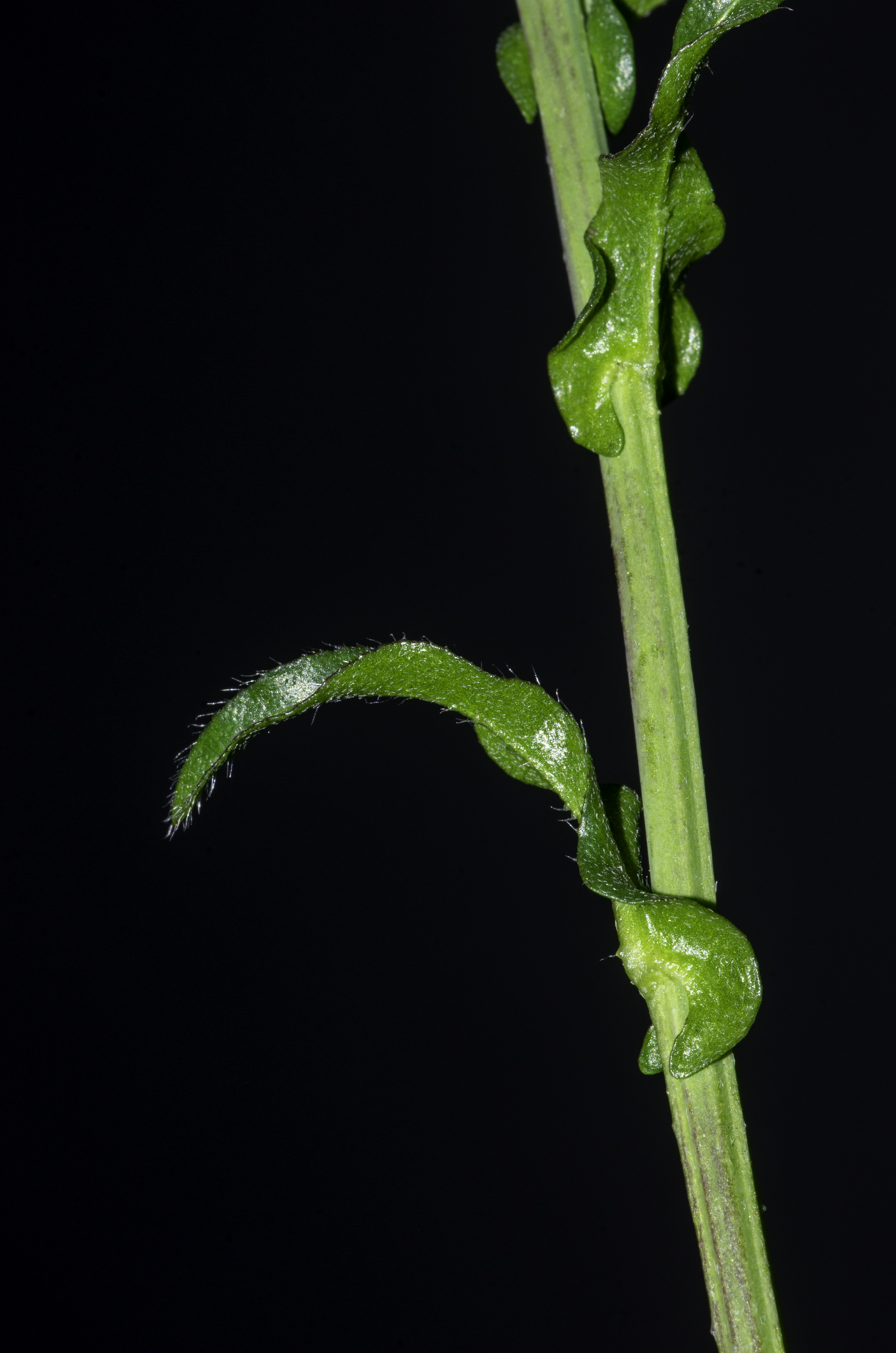
Stengel
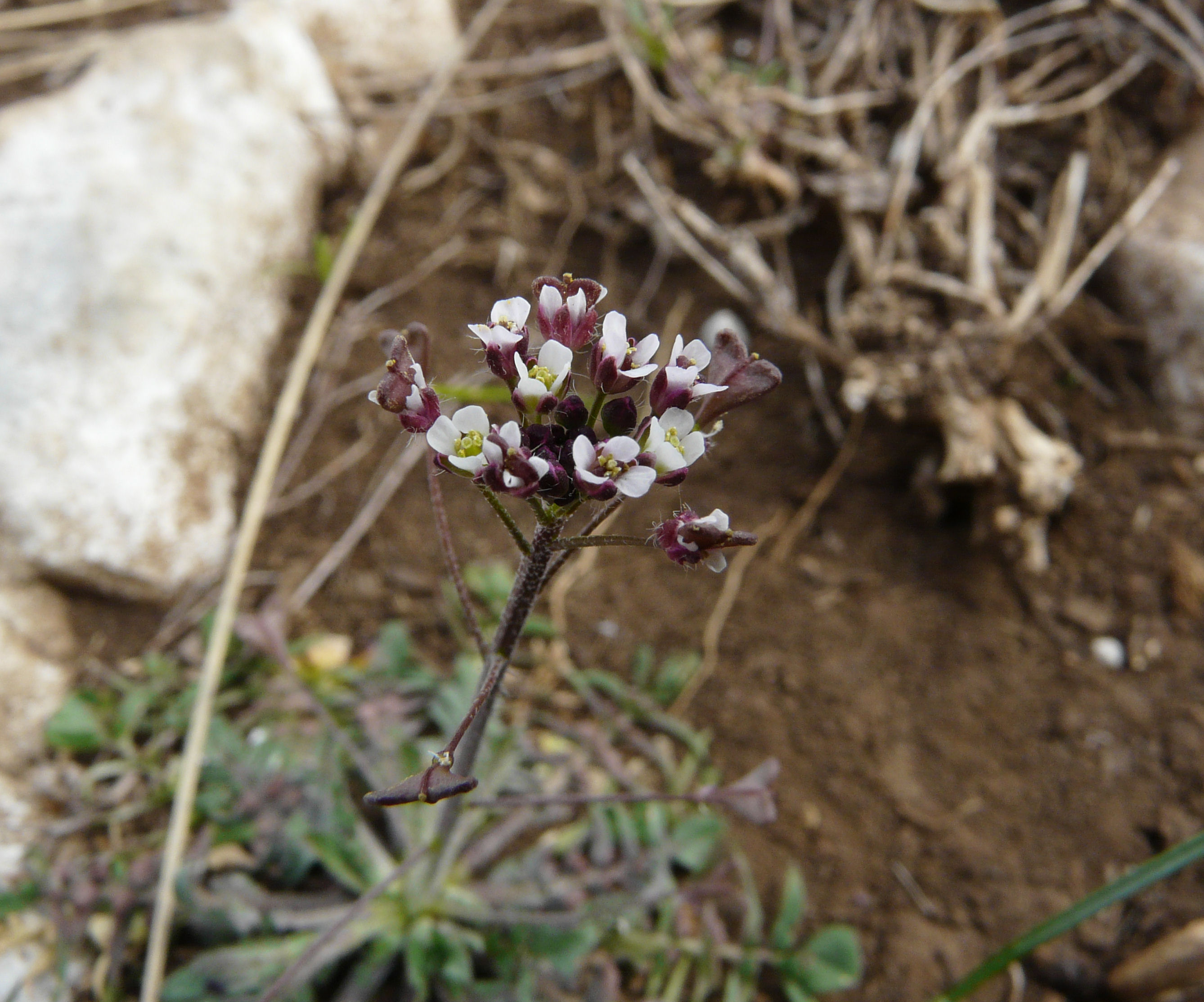
Bloeiwijze
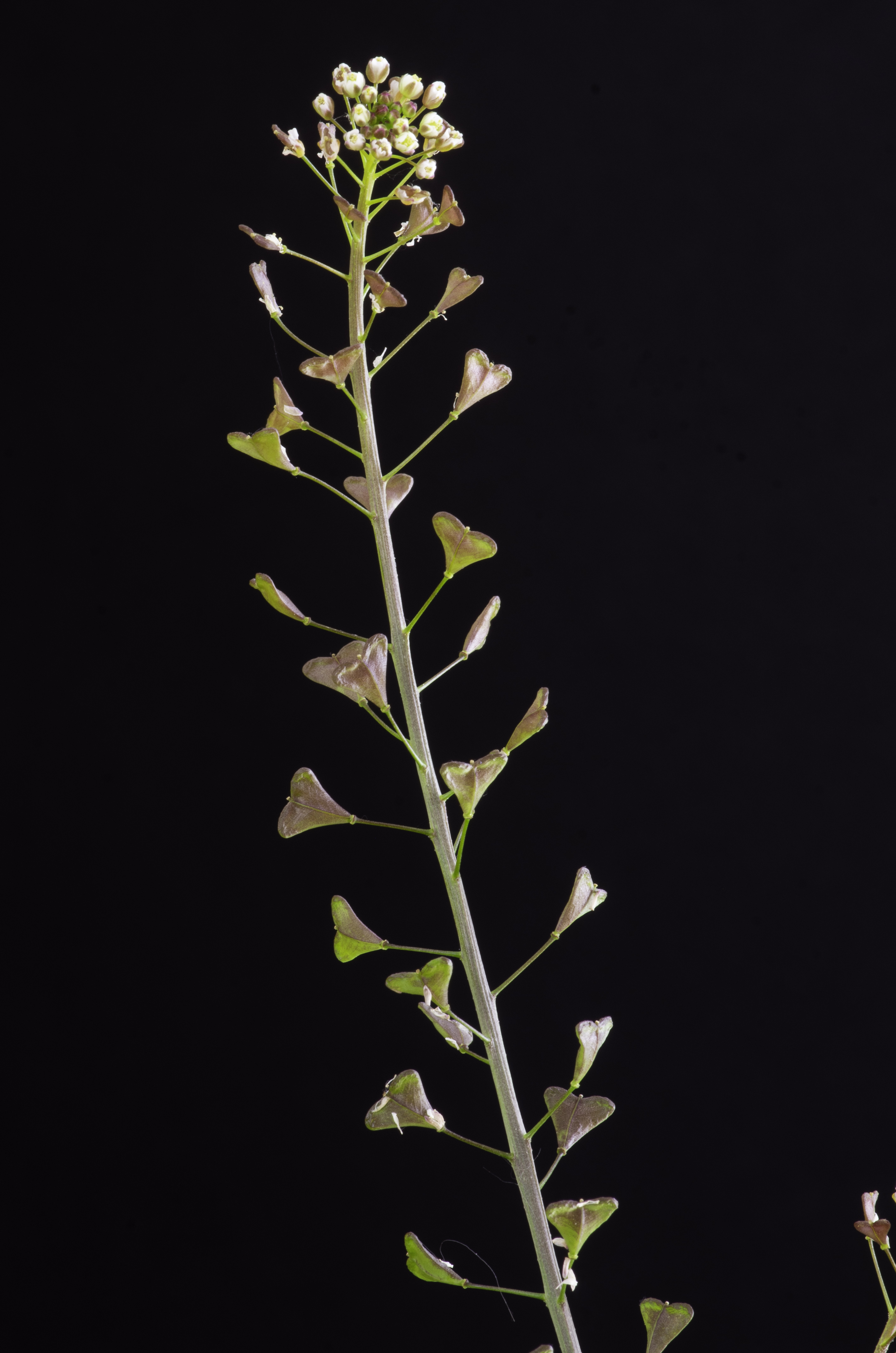
Vruchten
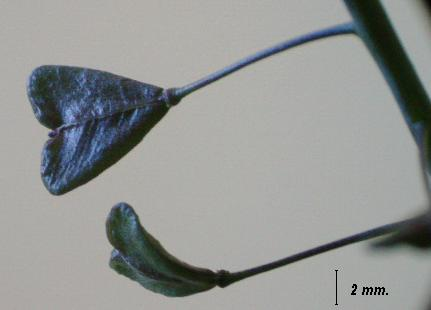
Vrucht

Het rood herderstasje komt voor op warme, open plaatsen op voedselrijke grond op akkers, hellingen en in bermen.